# Presidenti dell'Università di Harvard
Il presidente dell'Università di Harvard è l'amministratore capo dell'Università Harvard e il presidente d'ufficio della Harvard Corporation. Esso è nominato dai membri di tale organo che ne è pienamente responsabile, e ne delegano al presidente la gestione quotidiana dell'università.
L'attuale presidente ad interim di Harvard è Alan Garber, in carica dal 2 gennaio 2024, dopo le dimissioni di Claudine Gay.

## Presidenti di Harvard
| No. | Foto | Nome                        | Periodo   | Note                                                                                            |
| --- | ---- | --------------------------- | --------- | ----------------------------------------------------------------------------------------------- |
| –   |      | Nathaniel Eaton             | 1637–1639 |                                                                                                 |
| 1   |      | Henry Dunster               | 1640–1654 |                                                                                                 |
| 2   |      | Charles Chauncy             | 1654–1672 |                                                                                                 |
| 3   |      | Leonard Hoar                | 1672–1675 |                                                                                                 |
| 4   |      | Urian Oakes                 | 1675–1681 | [ 2 ]                                                                                           |
| 5   |      | John Rogers                 | 1682–1684 | [ 3 ] [ 4 ]                                                                                     |
| 6   |      | Increase Mather             | 1685–1701 | [ 5 ]                                                                                           |
| –   |      | Samuel Willard              | 1701–1707 | [ 6 ]                                                                                           |
| 7   |      | John Leverett               | 1708–1724 | Primo avvocato e giurista a ricoprire il ruolo di presidente.                                   |
| 8   |      | Benjamin Wadsworth          | 1725–1737 | [ 4 ]                                                                                           |
| 9   |      | Edward Holyoke              | 1737–1769 | Presidente in carica più anziano (79 anni).                                                     |
| –   |      | John Winthrop               | 1769      |                                                                                                 |
| 10  |      | Samuel Locke                | 1770–1773 | [ 8 ]                                                                                           |
| –   |      | John Winthrop               | 1773–1774 |                                                                                                 |
| 11  |      | Samuel Langdon              | 1774–1780 | [ 9 ]                                                                                           |
| –   |      | Edward Wigglesworth         | 1780–1781 |                                                                                                 |
| 12  |      | Joseph Willard              | 1781–1804 | [ 10 ]                                                                                          |
| –   |      | Eliphalet Pearson           | 1804–1806 |                                                                                                 |
| 13  |      | Samuel Webber               | 1806–1810 | [ 11 ]                                                                                          |
| –   |      | Henry Ware                  | 1810      |                                                                                                 |
| 14  |      | John Thornton Kirkland      | 1810–1828 |                                                                                                 |
| –   |      | Henry WareHenry Ware (1764) | 1828-1829 |                                                                                                 |
| 15  |      | Josiah Quincy III           | 1829–1845 | [ 12 ]                                                                                          |
| 16  |      | Edward Everett              | 1846–1848 | [ 13 ]                                                                                          |
| 17  |      | Jared Sparks                | 1849–1853 | [ 14 ]                                                                                          |
| 18  |      | James Walker                | 1853–1860 | [ 15 ]                                                                                          |
| 19  |      | Cornelius Conway Felton     | 1860–1862 | Morì di attacco al cuore durante un viaggio a Washington per un incontro presso lo Smithsonian. |
| –   |      | Andrew Preston Peabody      | 1862      |                                                                                                 |
| 20  |      | Thomas Hill                 | 1862–1868 | [ 17 ]                                                                                          |
| –   |      | Andrew Preston Peabody      | 1868-1869 |                                                                                                 |
| 21  |      | Charles William Eliot       | 1869–1909 | A 35 anni fu il più giovane Presidente                                                          |
| 22  |      | A. Lawrence Lowell          | 1909–1933 | [ 18 ] [ 19 ]                                                                                   |
| 23  |      | James B. Conant             | 1933–1953 | [ 20 ]                                                                                          |
| 24  |      | Nathan Pusey                | 1953–1971 | [ 21 ]                                                                                          |
| 25  |      | Derek Bok                   | 1971–1991 |                                                                                                 |
| 26  |      | Neil Rudenstine             | 1991–2001 |                                                                                                 |
| 27  |      | Lawrence Summers            | 2001–2006 | Primo presidente ebreo.                                                                         |
| –   |      | Derek Bok                   | 2006–2007 |                                                                                                 |
| 28  |      | Drew Gilpin Faust           | 2007–2018 | Prima presidente donna.                                                                         |
| 29  |      | Lawrence Bacow              | 2018–2023 | [ 28 ] [ 30 ]                                                                                   |
| 30  |      | Claudine Gay                | 2023–2024 | Primo presidente afroamericano.                                                                 |
| –   |      | [Garber]                    | 2024–     | Ad interim                                                                                      |